# Pulitzer Prize for Feature Photography

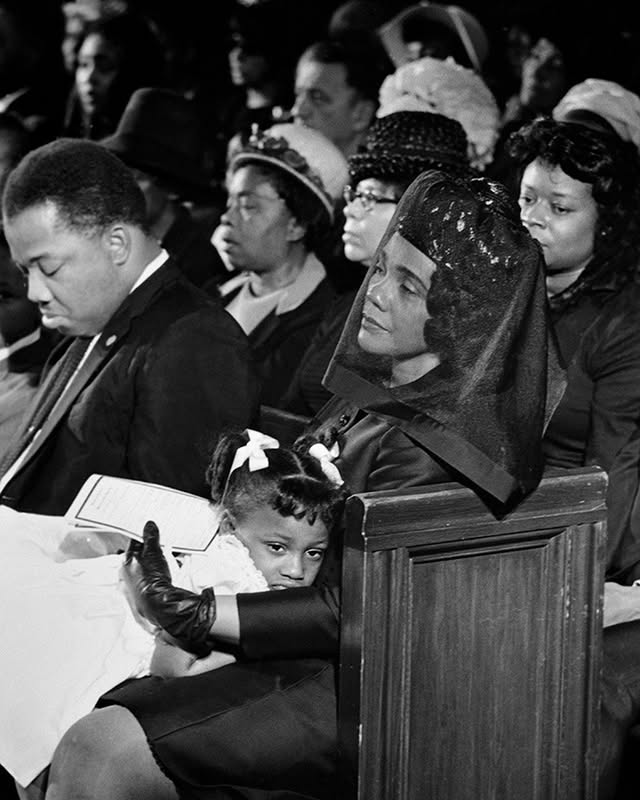
Moneta Sleet junior: Vdova po Martinu Lutherovi Kingovi na jeho pohřbu, 1968

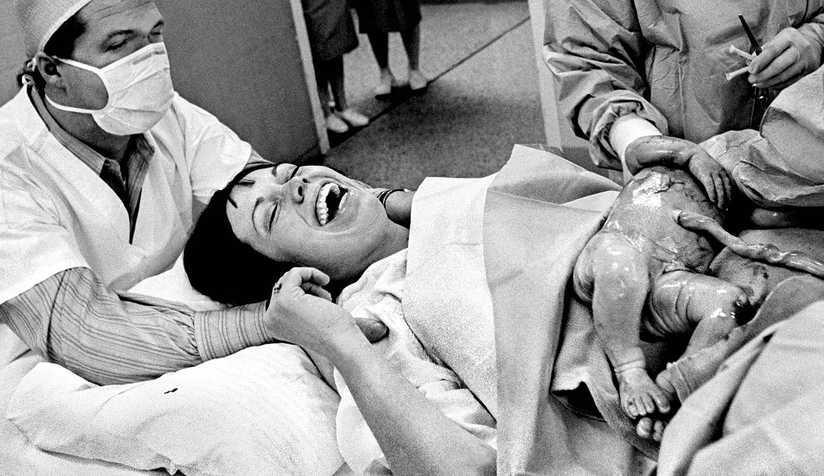
Brian Lanker: „Moment of life“, jedna ze série fotografií, za kterou obdržel ocenění, 1972

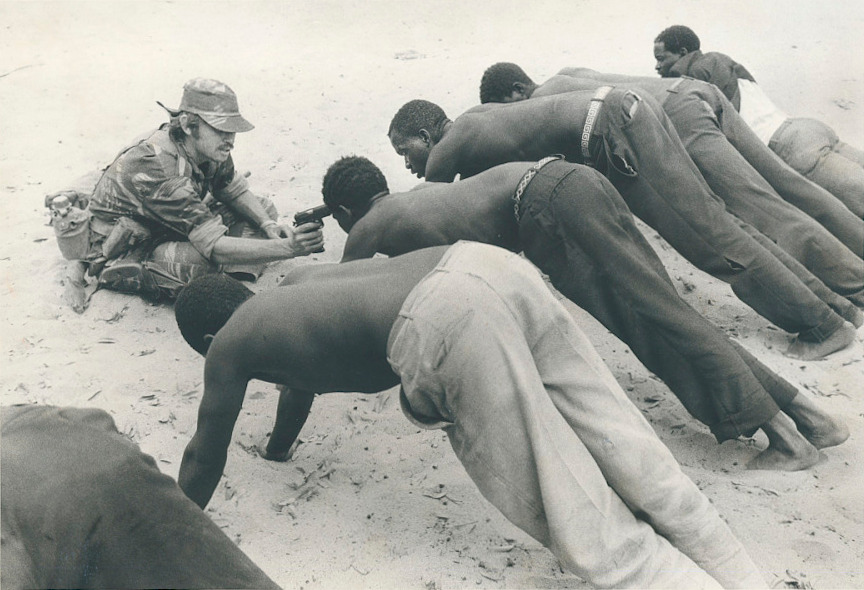
J. Ross Baughman: Rhodeský voják vyslýchá vesničany poblíž hranice s Botswanou na podzim roku 1977. Pořízeno pro Associated Press. První ze tří fotografií, které v roce 1978 získaly Pulitzerovu cenu.

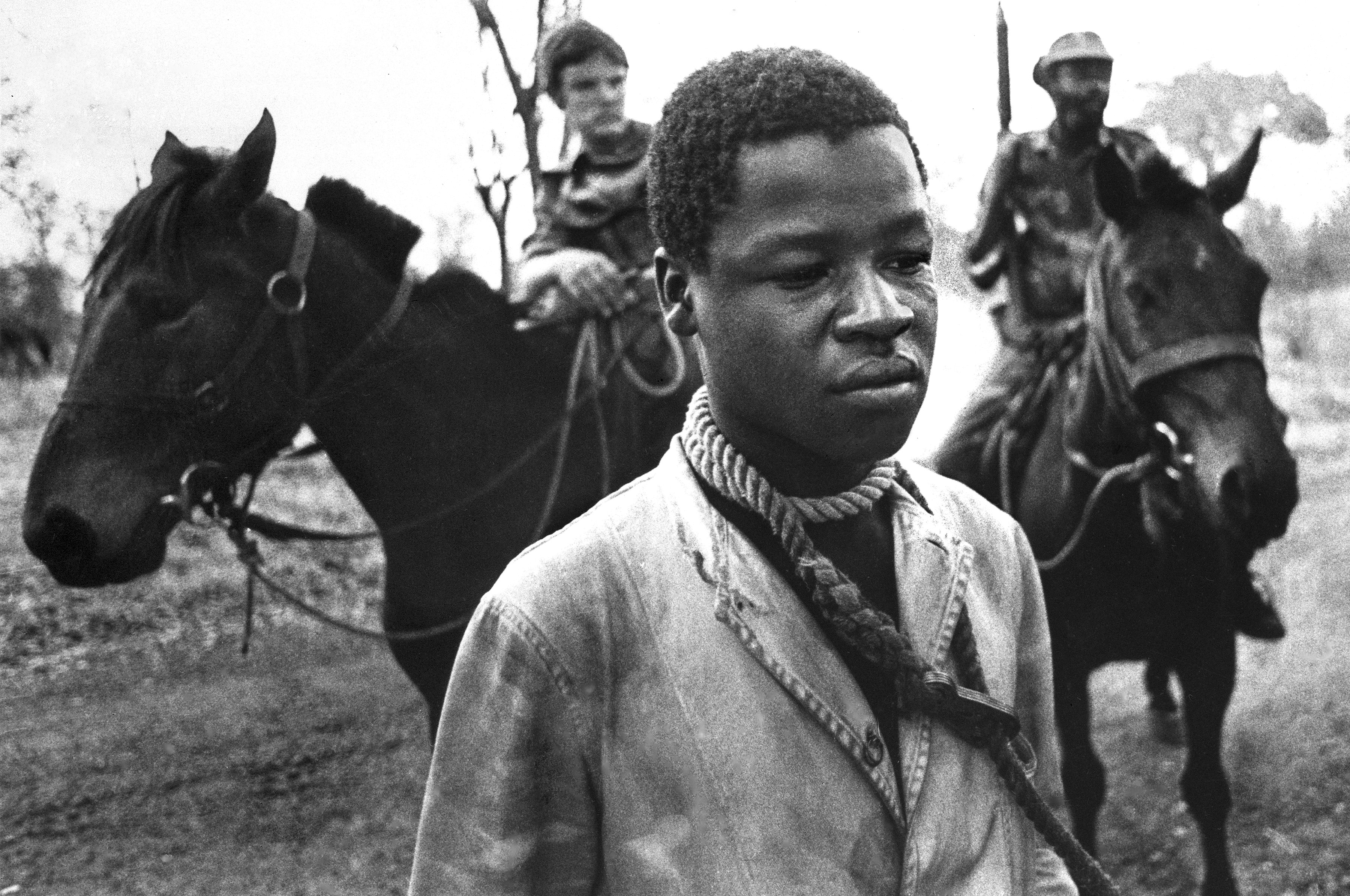
J. Ross Baughman: Vězeň zajatý Rhodeskými bezpečnostními silami na podzim 1977 stojí s provazem kolem krku. Pořízeno pro Associated Press. Druhá ze tří fotografií, které v roce 1978 získaly Pulitzerovu cenu.

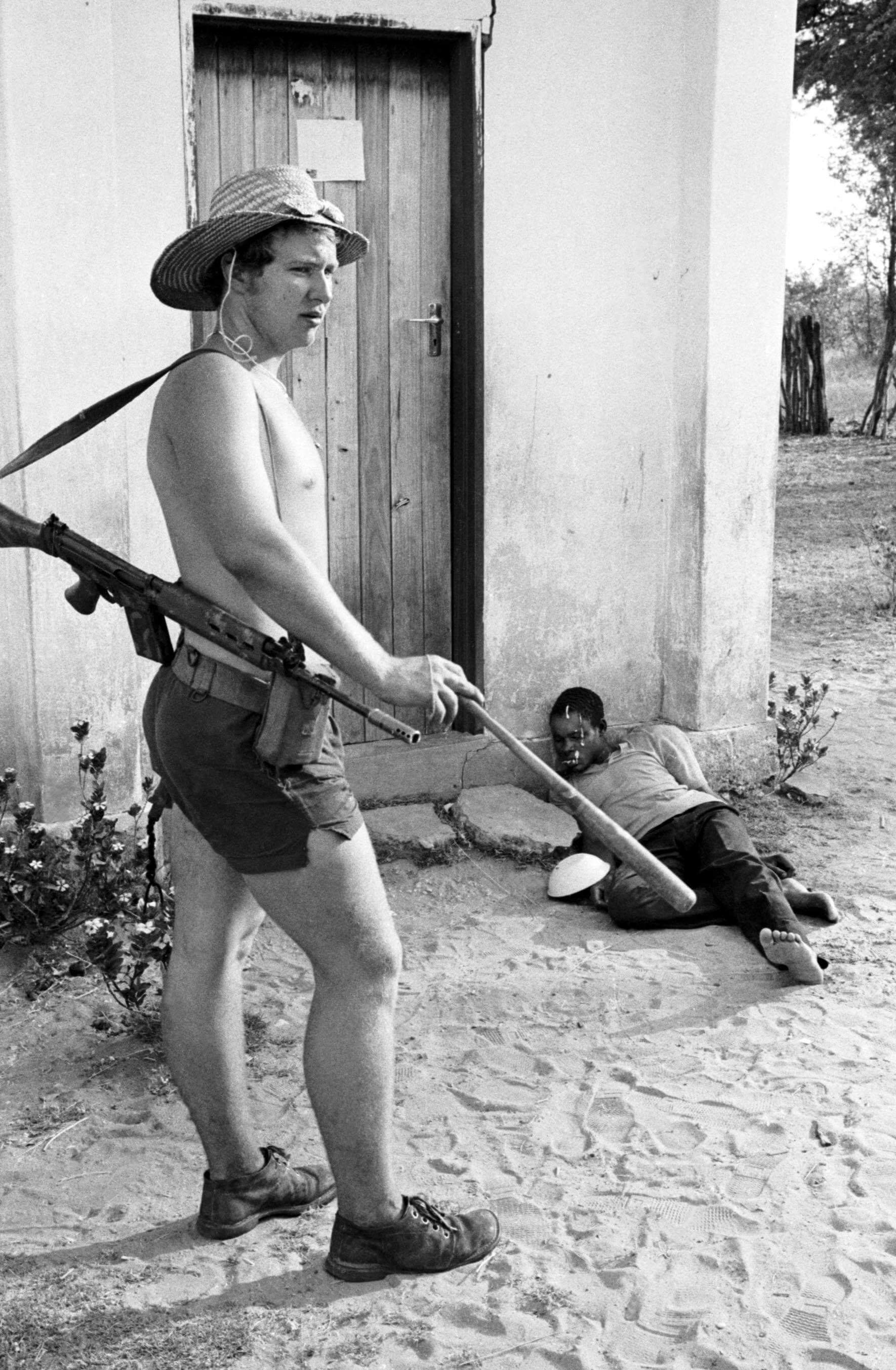
J. Ross Baughman: Voják Rhodeských bezpečnostních sil Graham Baillie si pohrává s pálkou před poraženým vězněm na podzim 1977. Pořízeno pro Associated Press. Poslední ze tří fotografií, které v roce 1978 získaly Pulitzerovu cenu.

Ocenění Pulitzer Prize for Feature Photography je součást Pulitzerovy ceny a je udělováno od roku 1968 za významný přínos v černobílé nebo barevné fotografii, které se může skládat z fotografie, fotografií, série nebo alba. Do roku 1968 existovala pouze jedna fotografická kategorie a sice Pulitzer Prize for Photography, která byla rozdělena na spot news (od roku 2000 breaking news) a Feature Photography. Pulitzerova komise s oceněním vydává také oficiální zprávu vysvětlující důvody pro udělení.

## Seznam vítězů
Seznam vítězů v kategorii Feature Photography včetně oficiální citace výboru.
- 1968: Tošio Sakai, United Press International, „za fotografii z Vietnamské války Dreams of Better Times.“
- 1969: Moneta Sleet junior z Ebony magazine, „za fotografii vdovy a dětí Martina Luthera Kinga, pořízené na pohřbu doktora Kinga.“
- 1970: Dallas Kinney, Palm Beach Post (Florida), „za portfolio fotografií migrující pracovníků na Floridě 'Migration to Misery.'“
- 1971: Jack Dykinga, Chicago Sun-Times, „za dramatické a jemné snímky na školách Lincoln and Dixon State Schools pro retardované v Illinois.“
- 1972: David Hume Kennerly, United Press International, „za dramatické snímky z Vietnamské války v roce 1971.“
- 1973: Brian Lanker, Topeka Capital-Journal, „za sekvenci porodu dítěte Moment of Life.“
- 1974: Slava Veder, Associated Press, „za snímek Burst of Joy (fotografie), který ilustroval návrat vojáka amerického válečného zajatce ze Severního Vietnamu.“
- 1975: Matthew Lewis, Washington Post, „za černobílé a barevné fotografie.“
- 1976: Fotografové Louisville Courier-Journal and Times, „za komplexní obrazové zprávy o dojíždění autobusem do škol v Louisville.“
- 1977: Robin Hood, Chattanooga News-Free Press, „za fotografie postiženého veterána a dítěte při průvodu Armed Forces Day.“
- 1978: J. Ross Baughman, Associated Press, „za tři fotografie z partyzánských oblastí v Rhodesii.“
- 1979: Fotografové Boston Herald American, „za fotografickou dokumentaci vánice z roku 1978.“
- 1980: Erwin H. Hagler, Dallas Times Herald, „za sérii Western cowboy.“
- 1981: Taro Jamasaki, Detroit Free Press, „za fotografie státního vězení Jackson State Prison, Michigan.“
- 1982: John H. White, Chicago Sun-Times, „za konzistentní vynikající práci na různých projektech.“
- 1983: James B. Dickman, Dallas Times Herald, „za fotografie vyprávějící o životě a smrti v El Salvadoru.“
- 1984: Anthony Suau, The Denver Post, „za sérii fotografií, které zobrazují tragické účinky hladovění v Etiopii a jeden snímek ženy u hrobu svého manžela během Dne obětí války.“
- 1985: Stan Grossfeld, Boston Globe, „za sérii fotografií z hladomoru v Etiopii a snímky nelegálních cizinců na americko-mexické hranici.“
- 1986: Tom Gralish, The Philadelphia Inquirer, „za sérii fotografií bezdomovců ve Filadelfii.“
- 1987: David C. Peterson, Des Moines Register, „za sérii fotografií zachycující roztříštěné sny amerických farmářů.“
- 1988: Michel duCille, Miami Herald, „za cyklus fotografií dokumentujících rozpad a následnou rehabilitaci bytového projektu.“
- 1989: Manny Crisostomo, Detroit Free Press, „za cyklus fotografií zachycující studentský život v jihozápadní střední škole Southwestern High School v Detroitu.“
- 1990: David C. Turnley, Detroit Free Press, „za fotografie politických povstání v Číně a východní Evropě.“
- 1991: William Snyder, The Dallas Morning News, „za fotografie nemocných a osiřelých dětí žijících v nelidských podmínkách v Rumunsku.“
- 1992: John Kaplan, Block Newspapers, Toledo, Ohio, „za fotografie, které líčí různé životní styly sedmi 21letých lidí po celých Spojených státech amerických.“
- 1993: Fotografové Associated Press, „za jejich portfolio snímků vybraných z prezidentské kampaně v roce 1992.“
- 1994: Kevin Carter, fotograf na volné noze „za snímek poprvé zveřejněný v The New York Times – hladovějící súdánská dívka, která se zhroutila na zem při cestě do potravinového centra, zatímco sup čekal poblíž.“ (fotografie)
- 1995: Fotografové Associated Press, „za jejich portfolio fotografií zachycujících hrůzu a pustošení ve Rwandě.“
- 1996: Stephanie Welsh, „na volné noze, za sérii šokujících snímků rituálů ženské obřízky v Keni, publikováno v Newhouse News Service.“
- 1997: Alexandr Vadimovič Zemljaničenko, Associated Press, „za fotografie tančícího ruského prezidenta Jelcina na rockovém koncertu během prezidentské kampaně. Původně nominováno v kategorii Spot News Photography, ale později přesunuto do sekce Feature Photography.“
- 1998: Clarence Williams, Los Angeles Times, „za emotivní fotografie dokumentující osud malých dětí, jejichž rodiče jsou závislí na alkoholu a drogách.“
- 1999: Fotografové Associated Press, „za kolekci fotografií aféry prezidenta Clintona s sekretářkou Lewinskou.“
- 2000: Carol Guzy, Michael Williamson a Lucian Perkins, Washington Post, „za jejich intimní a dojemné snímky zachycující osudy uprchlíků v Kosovu.“
- 2001: Matt Rainey, Star-Ledger (New Jersey), „za emotivní fotografie ilustrující péči a léčbu dvou studentů kriticky popálených při požáru na Seton Hall University.“
- 2002: Fotografové The New York Times „za fotografie zachycující bolest a vytrvalost lidí během trvalého a vleklého konfliktu v Afghánistánu a Pákistánu.“
- 2003: Don Bartletti, Los Angeles Times, „za památné dokumentární snímky mládeže ve Střední Americe, kteří často čelí smrtelnému nebezpečí, cestují na sever do Spojených států.“
- 2004: Carolyn Cole, Los Angeles Times, „za fotografický pohled za scénu a důsledky občanské války v Libérii, se zvláštním zřetelem na nevinné občany zapletené do konfliktu.“
- 2005: Deanne Fitzmaurice, San Francisco Chronicle, „za citlivé fotografické eseje z nemocnice v Oaklandu v Kalifornii, snahu lékařů vyléčit iráckého chlapce málem zabitého explozí.“
- 2006: Todd Heisler, Rocky Mountain News, „za zákulisní pohled pohřbů Coloradské námořní pěchoty, kteří se vrátili z války v Iráku v rakvích.“
- 2007: Renée C. Byer, The Sacramento Bee, „za intimní portréty svobodné matky a jejího malého syna, když prohrává svůj boj s rakovinou.“
- 2008: Preston Gannaway, Concord Monitor, „za intimní cyklus z rodin, kde se rodiče vyrovnávají se smrtelnou nemocí.“
- 2009: Damon Winter, The New York Times, „za snímky, ve kterých zobrazil pestrost prezidentské kampaně Baracka Obamy.“
- 2010: Craig F. Walker, The Denver Post, „za intimní portrét mladíka, který vstoupil do povstalecké armády v Iráku, příběh o hledání smyslu života a mužství.“
- 2011: Barbara Davidson, Los Angeles Times, „Za intimní příběh nevinných obětí uvězněných ve městě v křížové palbě gangu násilníků.“
- 2012: Craig F. Walker z The Denver Post „za soucitnou kroniku čestně propuštěného veterána z Iráku bojujícího s těžkým případem posttraumatického stresu“.[1][2][3]
- 2013: Javier Manzano „za mimořádné snímky dvou syrských rebelů napjatě střežící svoji pozici jako paprsky světla proudící přes díry po kulkách v nedaleké kovové stěně; distribuované agenturou Agence France-Presse“.[4]
- 2014: Josh Haner z The New York Times „za strhující portréty bolestivé rehabilitace těžce zraněného muže po bombových útocích při maratonu v Bostonu.“[5]
- 2015: Daniel Berehulak, fotograf na volné noze, The New York Times „za poutavé a odvážné fotografie epidemie eboly v západní Africe.“[6]
- 2016: Jessica Rinaldi z The Boston Globe „za syrový a odhalující fotografický příběh o chlapci, který usiluje o nalezení svého nového postavení po zneužití těmi, kterým důvěřoval.“[7]
- 2017: E. Jason Wambsgans z Chicago Tribune „za skvělé portréty desetiletého chlapce a matky, která se snaží oživit chlapečka po střelbě v Chicagu“.[8][9][10]
- 2018: Fotografové Reuters (mimo jiné Danish Siddiqui a Adnan Abidi) „za šokující snímky ukazující světu násilí páchané na Rohingy prchající z Barmy do Myanmaru.“[11][12]
- 2019: Lorenzo Tugnoli (Itálie), za reportáž Tragický hladomor v Jemenu.[13]
- 2020: Channi Anand, Mukhtar Khan a Dar Yasin z agentury Associated Press za dokumentaci Indo-Pákistánské konfrontace 2019.[14]
- 2021: Emilio Morenatti, Associated Press, za fotografie z průběhu pandemie nemoci COVID-19 ve Španělsku
- 2022: Adnan Abidi, Sanna Irshad Mattoo, Amit Dave a Danish Siddiqui z agentury Reuters za zpravodajství o krizi pandemie covidu v Indii[15]
- 2023: Christina House z Los Angeles Times, "za intimní pohled do života těhotné 22leté ženy žijící na ulici ve stanu."[16]

## Galerie

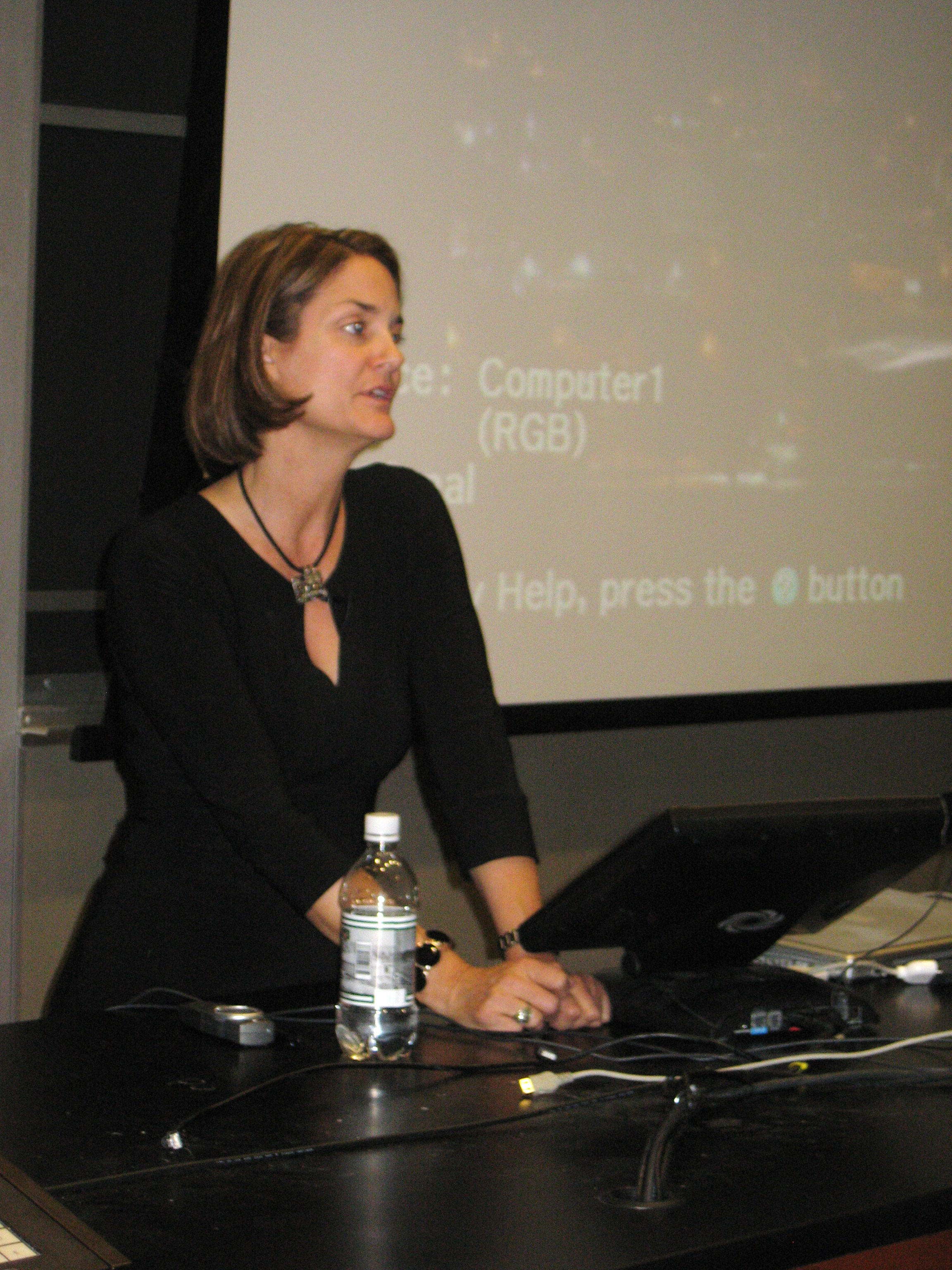
Fotožurnalistka Carolyn Cole, která vyhrála cenu v roce 2004
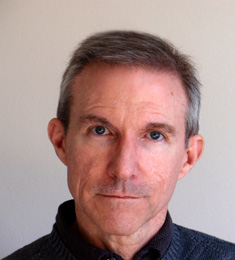
J. Ross Baughman získal cenu v roce 1978
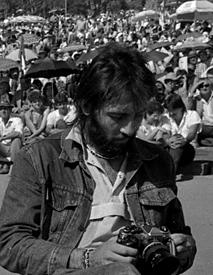
Kevin Carter získal cenu v roce 1994
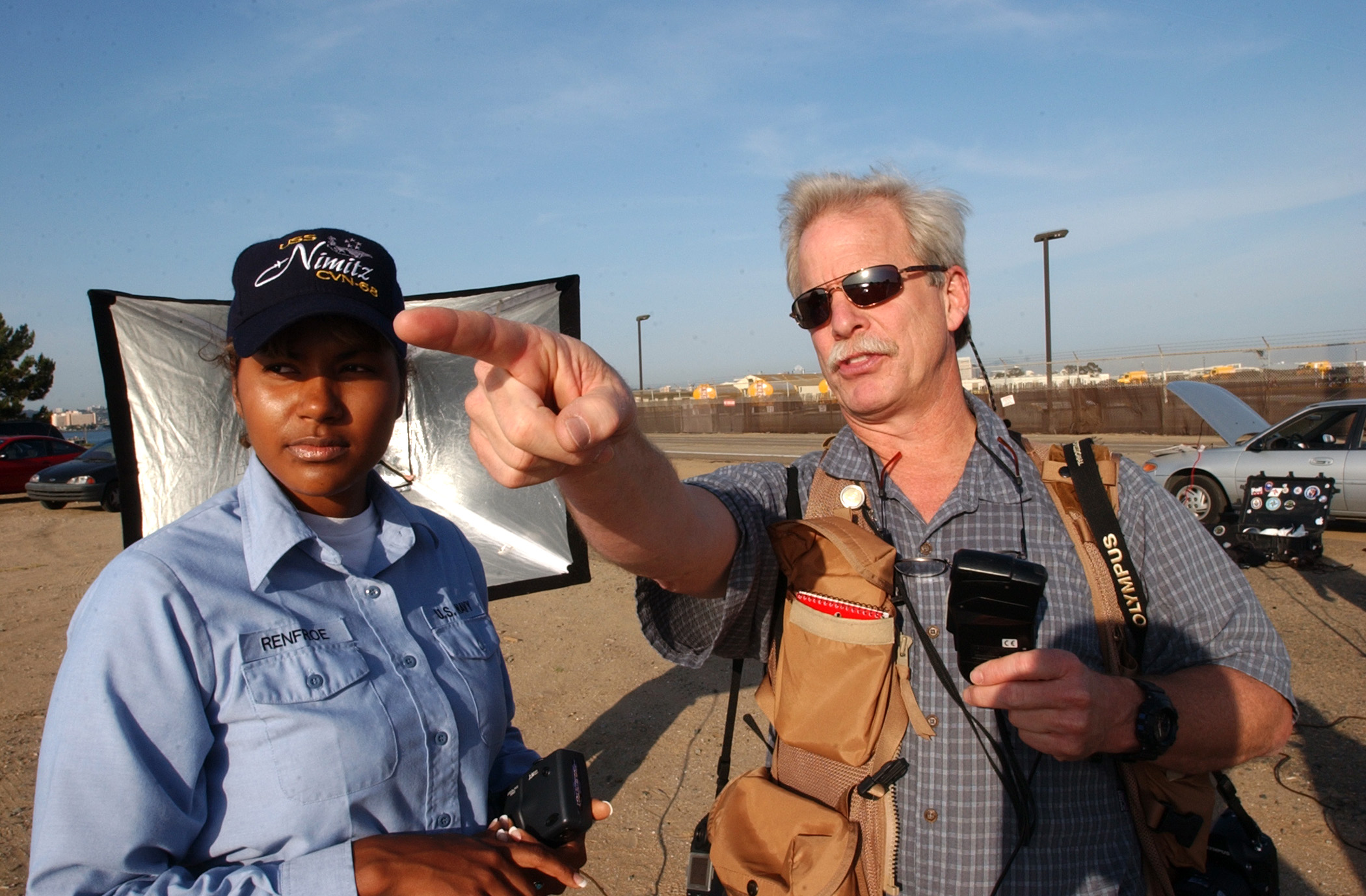
James B. Dickman oceněn v roce 1983
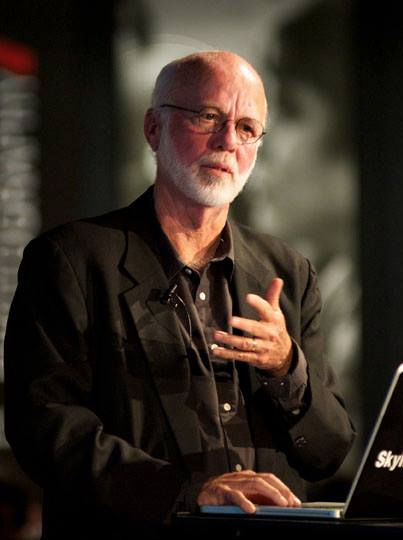
Vítěz ocenění David Hume Kennerly, 2013
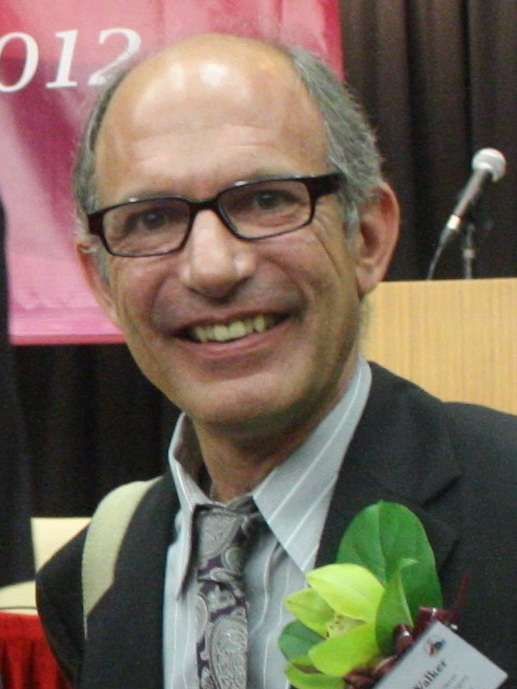
Vítěz ocenění Craig F. Walker, 2012
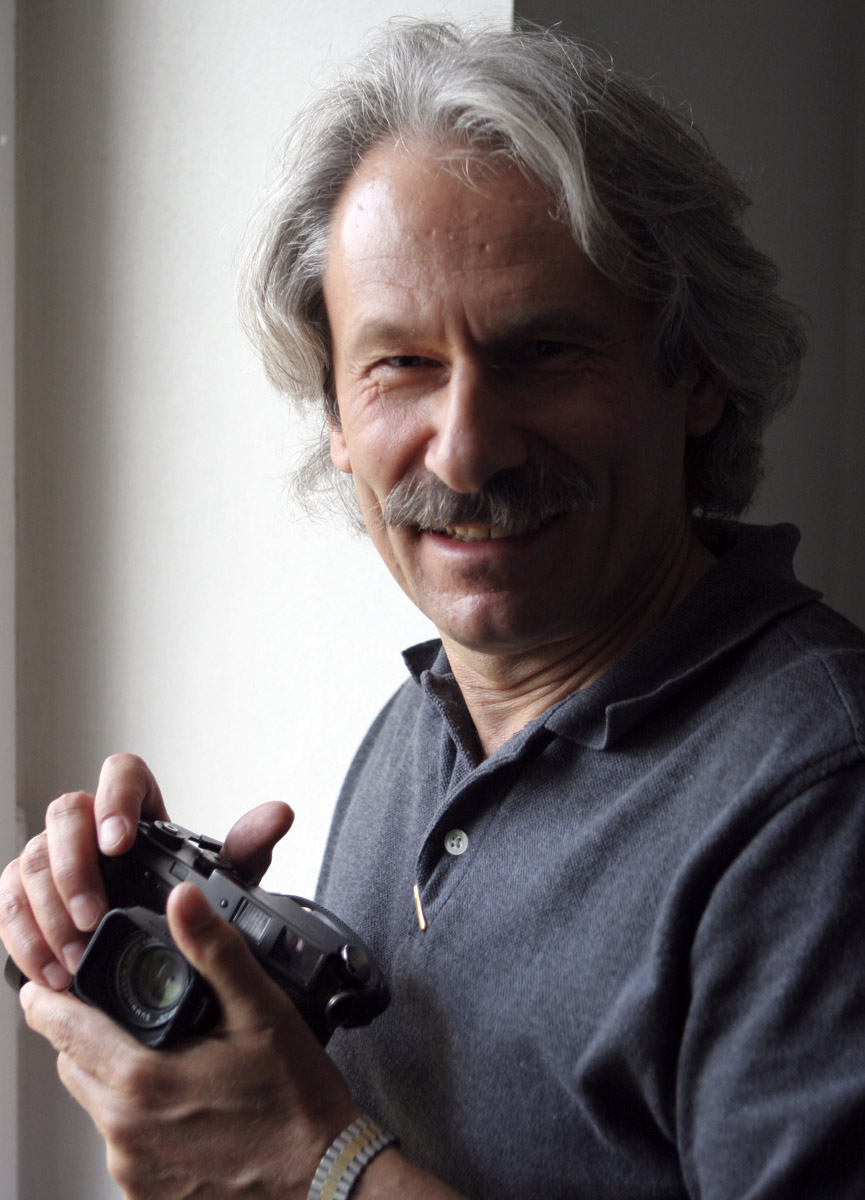
Vítěz ocenění Alexander Zemlianichenko, 2007
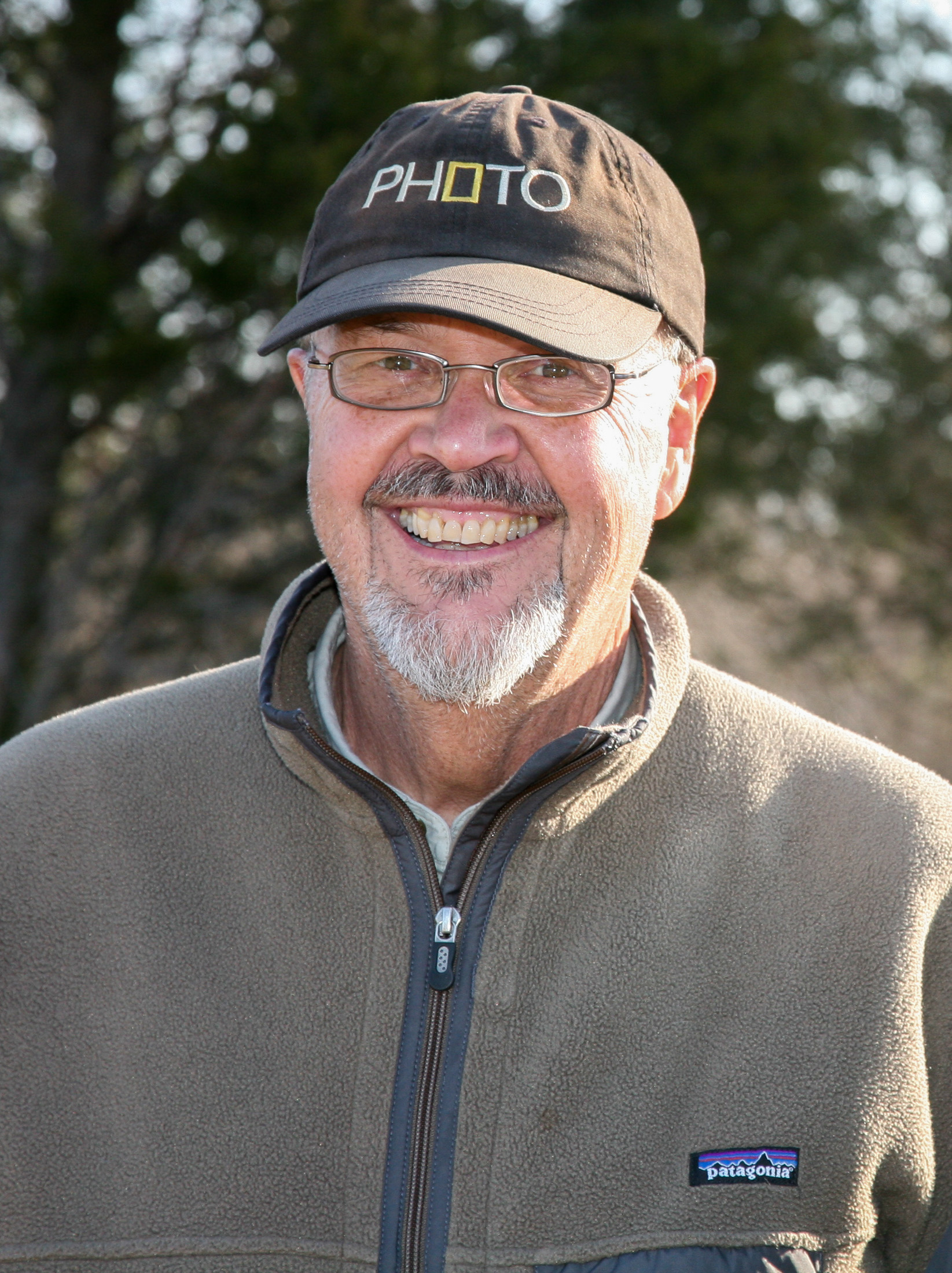
Vítěz ocenění Jack Dykinga, 2008